# 烏干達假鰓鱂
烏干達假鰓鱂，為輻鰭魚綱鯉齒目鰕鱂亞目鰕鱂科的其中一種，為熱帶淡水魚，分布於非洲烏干達及肯亞艾伯特湖、基奧加湖和維多利亞湖流域，本魚體粗短，身體底色為藍色，伴隨紅色格紋，尾鰭有分紅色及黃色型，體長可達6.5公分，棲息在水質混濁的季節性沼澤、排水溝、水池及涵洞下游的窪地，通常沒有水生植被生長，生活習性不明，可作為觀賞魚。

## 擴展閱讀
維基物種上的相關：烏干達假鰓鱂
1. ↑  Nagy, B.; Watters, B. . The IUCN Red List of Threatened Species. 2021, 2021: e.T175184008A175184365  [17 November 2021]. doi:10.2305/IUCN.UK.2021-1.RLTS.T175184008A175184365.en .